# サプライ (給油艦)
サプライ（HMAS Supply, O 195）は、オーストラリア海軍の給油艦である。

## 艦歴
オーストラリア海軍の発注により、当時イギリス海軍補助艦隊向けに建造されていた3隻のタイド型給油艦の同型艦として建造された。。
しかし1954年の就役直前になって、オーストラリア海軍は財政問題と人員不足から同艦の受領を一時断念し、イギリス海軍補助艦隊に貸与され、「タイド・オーストラル（RFA Tide Austral, A99)」として就役した。
1962年5月31日より「タイド・オーストラル」はオーストラリア海軍への引き渡し準備の改装が行われ、同年8月15日、オーストラリア海軍に引き渡された。
オーストラリア海軍への引き渡し当初は「タイド・オーストラル（HMAS Tide Austral）」の艦名を引き継いでいたが、1962年9月7日付で「サプライ（HMAS Supply）」に改名された。
「サプライ」は1985年12月16日付で退役し、1987年1月31日より船舶解体のため台湾の高雄へ回航され、同年2月より解体された。
「サプライ」の後継艦である「サクセス」は1980年より建造が開始されていたが、同艦の就役は「サプライ」退役から約4か月後の1986年4月23日までずれ込んだ。